# Efecte tèrmic de memòria
L'efecte unidireccional de memòria tèrmicament induït és un efecte classificat dins dels nous materials anomenats intel·ligents. Els polímers amb efecte tèrmic de memòria són materials nous, les aplicacions dels quals estan sent estudiades recentment en els diferents camps de la ciència (per exemple, en medicina), en comunicacions i entreteniment.
Actualment existeixen alguns sistemes comercialment utilitzats. Tot i això, la possibilitat de programar altres polímers té molta presència avui en dia, degut a la quantitat de copolímers que es poden dissenyar: les possibilitats són gairebé infinites.

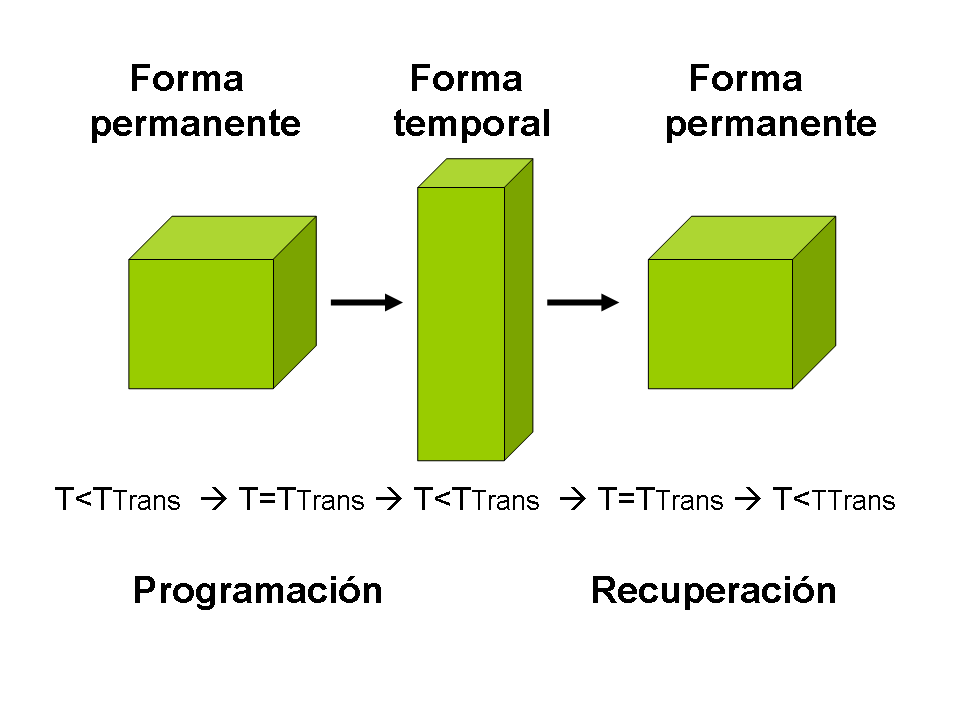
Esquema general de l'efecte de memòria tèrmicament induït en polímers.

## Generalitats
Els polímers amb efecte tèrmic de memòria són aquells polímers que responen a estímuls externs i degut a això tenen la capacitat de canviar la seva forma. L'efecte de memòria tèrmicament induït resulta de la combinació d'un processament adequat i la programació del sistema.
Aquest efecte es pot observar en polímers amb una composició química molt diferent, la qual cosa obre una gran possibilitat d'aplicacions.

### Descripció de l'efecte en polímers
En el primer pas els polímers són processats per mitjà de tècniques comunes, com a injecció o extrusió, termocomformació, a una temperatura (Talta) a la que el polímer fon, obtenint una forma final que s'anomena forma "permanent".
Al següent pas se l'amomena programació del sistema i inclou l'escalfament de la mostra fins a aconseguir una temperatura de transició (Ttrans). A aquesta temperatura el polímer és deformat, aconseguint una forma "temporal". Immediatament després es fa descendir la temperatura de la mostra.
El pas final de l'efecte inclou la recuperació de la forma permanent. S'escalfa la mostra fins a la temperatura de transició (Ttrans) i en poc temps s'observa la recuperació de la forma permanent.
Aquest efecte no és una propietat natural del polímer, sinó que resulta d'una adequada programació del sistema amb la química adequada.
Perquè un polímer presenti aquest efecte és necessari que posseeixi dos característiques a nivell molecular: enllaços (químics o físics) per determinar la forma permanent i segments "disparadors" amb una Ttrans per fixar la forma temporal.

#### Característiques de l'efecte en polímers
- Els metalls presenten un efecte de memòria bidireccional, mantenint una forma en cada temperatura. Els polímers recuperen la seva forma una sola vegada.
- Els polímers poden modificar la seva forma amb elongacions de fins a 200% mentre que els metalls tenen un màxim de 8-10% d'elongació.
- La recuperació en metalls i ceràmiques implica un canvi en l'estructura cristal·lina, mentre que la recuperació en polímers es deu a l'acció de forces entròpiques i punts d'ancoratge.
- Els polímers poden dissenyar-se d'acord amb l'aplicació desitjada, poden ser: biodegradables, ser sistemes d'alliberament de drogues (medicinals), antibacterians, etc.
- La temperatura de transició es dissenya amb els segments "disparadors", fet que fa més fàcil l'ajust de temperatura que en les ceràmiques, ja que aquestes depenen de quantitats equiatòmiques.

#### Funcionament
S'ha de tenir en compte que el primer mecanisme inelàstic d'aquests polímers és la mobilitat de les cadenes i el re-ajust conformacional dels grups. Després cal distingir l'efecte en polímers semicristalins i amorfs. En tots dos casos s'han de crear punts d'ancoratge que actuïn com a "disparadors" de l'efecte. En el cas dels polímers amorfs, aquests seran els nusos de les cadenes i en els semi-cristal·lins seran els cristalls mateixos els que formin aquests punts d'ancoratge.
En modificar la forma del material passant un mínim estrès crític, les cadenes llisquen i es crea una estructura metaestable, que incrementa l'organització i l'ordre de les cadenes (menor entropia), quan la força de deformació és eliminada, els punts d'ancoratge proporcionen un mecanisme d'emmagatzematge pels estressos macroscòpics en forma de petits estressos localitzats i en el decrement de l'entropia.
En l'estat vitri els moviments de rotació de les molècules estan congelats i impedits, en incrementar la temperatura i aconseguir l'estat de transició vítria, aquests moviments es descongelen i les rotacions i relaxacions ocorren, les molècules prenen la forma que els és més favorable entròpicament, la de menor energia. A aquests moviments se'ls anomena procés de relaxació, mentre que la formació de "cordes aleatòries" per eliminar estressos és anomenada pèrdua de memòria.
Un polímer presentarà l'efecte de memòria si és susceptible de ser estabilitzat en un estat de deformació determinat, evitant que les molècules llisquin i recuperin la seva forma de major entropia (menor energia). Això es pot aconseguir gairebé completament per mitjà de la creació de reticulació o entrecreuaments, on aquests nous enllaços actuen com ancores i eviten la relaxació de les cadenes, els punts d'ancoratge poden ser físics o químics.

#### Comparació amb metalls i ceràmiques
L'efecte unidireccional de memòria va ser observat per primera vegada per Chand i Read en 1951 en un aliatge d'Or-Cadmi i el 1963 Buehler va descriure aquest efecte per nitinol, que és un aliatge equiatòmic de Níquel-Titani.
Aquest efecte en metalls i ceràmiques està basat en un canvi en l'estructura cristal·lina, anomenat transició martensítica de fases. El desavantatge d'aquests materials és que són uns aliatge equitaòmics i la presència de desviacions de l'1% en la composició modifiquen la temperatura de transició aproximadament en 100 graus K.
Alguns metalls i ceràmiques presenten l'efecte bi-direccionalment, el que vol dir que a certa temperatura es té una forma i aquesta es pot canviar en canviar la temperatura. Llavors, si la primera temperatura és recuperada, també la primera forma es recupera. Això s'aconsegueix entrenant el material per a cada forma en cada temperatura.
Els metalls i ceràmiques amb efecte bidireccional tèrmicament induït de memòria han tingut gran aplicació en implants mèdics, sensors, transductors, etc. Tot i així, molts presenten un risc a causa de la seva alta toxicitat.

### Fases presents en el sistema
Per obtenir l'efecte, és necessari aconseguir una separació de fases. Una d'aquestes fases treballa com el disparador per a la forma temporal, utilitzant una temperatura de transició Tg i que en aquest efecte es diu TTrans. Una segona fase es realitza amb la temperatura de transició més alta. Per sobre d'aquesta temperatura el polímer fon i es processa per mètodes convencionals.
La proporció dels elements que formen la separació de fases regula en gran manera la temperatura de transició TTrans; aquests són molt més fàcils de controlar que en els aliatges metàl·lics.
Un exemple d'això és el copolímer de poli(òxid d'etilè-etilètereftalat) (EOET). El segment de polietilè tereftalat (PET) posseeix una Tg relativament alta i la seva Tm és anomenada habitualment com el segment "dur", mentre que el poliòxid d'etilè (PEO), posseeix una Tm i Tg relativament baixes i forma part del segment "tou". En el polímer final aquests segments se separen en dues fases en l'estat sòlid. El PET té alt grau de cristalinitat i la formació d'aquests cristalls promouen el flux i la re-col·locació de les cadenes de PEO mentre s'estiren a temperatures majors a la seva Tm.

## Experimentació

### Obtenció de l'efecte

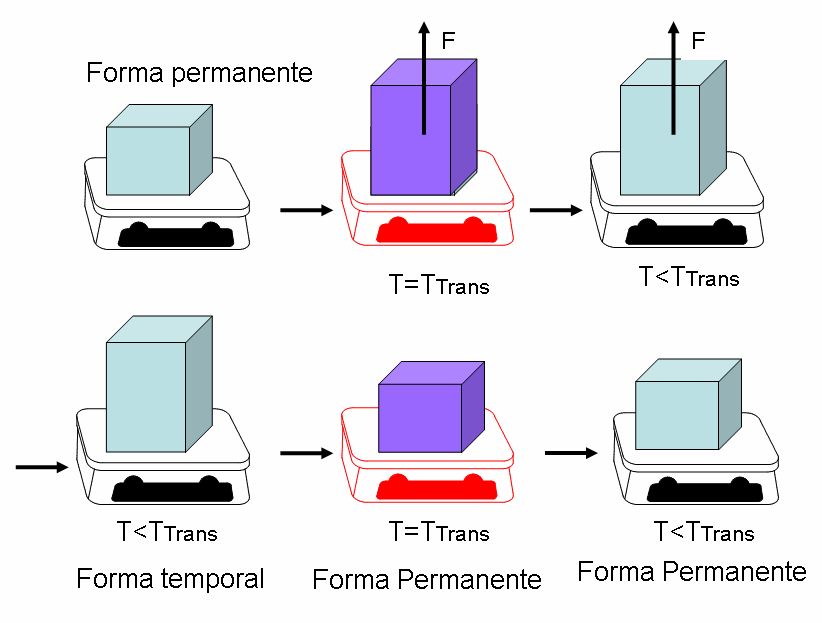
Passos de la programació del sistema: 1. escalfar fins a T_{Trans}, 2. deformar, 3. refredar, 4. Escalfar fins a T_{Trans}, 5. refredar.

- Es pot obtenir una mostra de polímer comercial, d'alta puresa (sense reciclar) i amb distribució de pes molecular coneguda o sintetitzar d'acord amb els procediments estàndards.
- S'han de caracteritzar les propietats comunes, com el mòdul elàstic, tan δ, cristalinitat, viscositat, densitat.
- S'han de decidir els punts d'ancoratge, físics o químics (entrecreuaments de cadenes, cristalinitat o vulcanització).

Si es desitja entrecreuar mitjançant vulcanització lleugera, s'han de tenir en compte els mètodes estandarditzats per a cada polímer. En el cas de PCO, per exemple, és un polímer sense efecte de memòria perquè no presenta un clar "plateau" ahulat, en agregar-se una quantitat mínima de peròxid (~1%) proporciona al PCO tots els requeriments per presentar aquest efecte.
- 1. Es prepara, mitjançant mètodes convencionals una forma permanent lliure d'estrès amb dimensions conegudes.
- 2. Es programa el sistema, és a dir, s'escalfa fins a TTrans i a aquesta temperatura es modifica la forma aplicant pressió o estrès. Després el material es refreda i per acabar s'elimina la pressió o estrès aplicat.
- 3. Després d'escalfar novament la mostra fins a TTrans, els estressos són alliberats i la forma permanent es recupera.

Alguns polímers presenten fatiga abans que d'altres, pel que cada sistema pot avaluar-se amb un simple experiment que consisteix a programar el sistema 10 o 20 vegades seguides i mesurar la recuperació en % de recuperació i el temps.

## Polímers cristalitzables
Els polímers que poden cristal·litzar són (amb excepció del PP) garantia d'obtenció d'aquest efecte, degut principalment a la seva capacitat d'ordenament, que es veu reflectida en la cristal·linitat. Els cristalls tenen afinitat per als seus elements constituents i formen nous enllaços aquests formen forces d'ancoratge que donen estabilitat a la forma temporal.

### Cristal·lització, vulcanitzat i propietats finals
Per analitzar el comportament dels cristalls en aquest tipus de polímers s'utilitza la tècnica de WAXS i DSC. Aquestes tècniques ajuden a determinar quin percentatge del polímer està cristal·linitzat i com estan organitzades aquestes zones cristal·lines. Això és a causa que la cristal·linitat disminueix a mesura que augmenta l'entrecreuament, atès que les cadenes perden la capacitat de moure i d'acomodar-se i no poden ordenar-se per aconseguir la cristal·linitat.
Un segon problema present en entrecreuar les molècules és en fondre, ja que un excés d'entrecreuament modifica la molècula de tal manera que deixa de ser possible que es pugui fondre (semblant a un termoestable) i, per tant, no es pot obtenir la forma temporal.
El control del curat ja sigui per ones electromagnètiques o amb peròxids és molt important, ja que augmenta la TTrans i disminueix la cristal·linitat, factors determinants en l'efecte de memòria.
En el cas de sistemes semi-cristal·lins biocompatibles com poli(ε-caprolactona) i poli (n-butil acrilato), entrecreuats per fotopolimerizació, s'ha trobat que el comportament de cristal·lització es veu afectat per la rapidesa de refredament, com en qualsevol altre polímer semicristal·lí, però la calor de cristal·lització és independent de la rapidesa de refredament.
La influència de l'entrecreuament de les molècules, la rapidesa de refredament i el comportament de cristal·lització són propis de cada sistema i impossibles d'enumerar, ja que les possibilitats de síntesis són gairebé infinites.
Els polímers cristal·litzables com el oligo(ε-caprolactona) poden tenir segments amorfs com el poli (n-butil acrilato) i la proporció de pes molecular de cadascuna de les parts determinen el comportament del sistema a la programació de la forma temporal i la recuperació a la forma permanent.

### Factors que influencien l'efecte
- Pes molecular del polímer entrecreuat
- Pes molecular del polímer cristal·litzable
- Grau d'entrecreuament
- Separació de fases
- Mòduls dels polímers originals i proporció en el copolímer
- Humitat (en polímers susceptibles de degradació per humitat)
- Rapidesa de refredament

## Polímers amorfs
Si el sistema polimèric és amorf, llavors no es compta amb els punts d'ancoratge de l'estructura cristal·lina i l'única forma d'assegurar l'estabilitat de la forma temporal és per mitjà dels nusos que es poden formar en les cadenes (nusos físics i no nusos químic, que és permanent), a més de la possibilitat d'entrecreuament.

### Processos de relaxació
A l'estat vitri, els moviments dels segments de cadenes llargues estan congelats, els moviments d'aquests segments depenen d'una temperatura d'activació que porta al polímer a un estat fixe i elàstic, la rotació sobre els enllaços de carboni i els moviments de les cadenes ja no tenen impediments forts per acomodar-se i adquirir la conformació que requereix menor energia, les cadenes llavors es "desemboliquen" formant cordes aleatòries, sense ordre i, per tant, amb major entropia.
Si una mostra de polímer és estirada per poc temps en el rang elàstic, en eliminar la càrrega, la mostra recuperarà la seva forma original, però si la càrrega es manté durant un període suficientment llarg, les cadenes es reacomoden i la forma original no es recupera, el resultat és una deformació irreversible, també anomenat procés de relaxació (en aquest cas: arrossegament o en anglès 'creep').
Per aconseguir que un polímer present l'efecte tèrmic de memòria, és necessari fixar amb punts d'ancoratge les cadenes per evitar aquests processos de relaxació que modifiquen inelásticamente al sistema.

### Transició vítria
Els polímers amorfs no posseeixen una temperatura de cristal·lització (Tm) com els semi-cristal·lins i presenten solament una temperatura de transició vítria (Tg). Aquesta influeix decisivament en el comportament dels sistemes de polímers amb memòria.
Cal tenir en compte que un sistema de copolímers cristal·lins per si sols pot comportar que el copolímer tractat amb entrecreuaments perdi la seva cristal·linitat i sigui pràcticament amorf.
Un polímer amorf depèn del nivell d'entrecreuament o el grau de polimerització, per presentar aquest efecte. En el cas del poli (norbornè) que és un polímer lineal, amorf, amb un contingut de 70 a 80% d'unions trans en productes comercials, de pes molecular aproximat de 3x10^6 g mol-1 i Tg aproximadament de 35 a 45 °C. Com que aconsegueix un grau de polimerització inusualment alt, es pot confiar en els embolics de les cadenes com a punts d'ancoratge per aconseguir l'efecte tèrmic de memòria. Per tant, aquest polímer depèn únicament de punts d'ancoratge físics. Quan s'escalfa fins a la Tg, el material canvia abruptament d'un estat rígid a un estat gomós (s'estova). Per aconseguir l'efecte, cal modificar-ne la forma ràpidament per evitar el re-acomodament dels segments de les cadenes polimèriques i immediatament refredar el material, també amb un alt gradient de temperatura per sota de la temperatura de transició vítria. En escalfar el material novament fins a la Tg s'observarà la recuperació de la forma original.

### Influència de l'estructura química
En el disseny de copolímers per a l'efecte tèrmic de memòria és molt important tenir en compte que un lleuger canvi en l'estructura química (relacions cis/trans, tacticitat, pes molecular, etc.) produeix un canvi important en el polímer amb memòria. Un exemple és el copolímer de poli(metilmetacrilat-co-àcid metacrílic) o poli (MAA-co-MMA) comparat amb poli (MAA-co-MMA)-PEG, on PEG és l'abreviatura de poli (etilenglicol) el qual forma complexos en el copolímer.
Els canvis en la morfologia del material que inclou el PEG doten d'efecte de memòria al copolímer, mostrant dues fases, la xarxa tridimensional que proporciona una fase estable i la fase reversible formada per la part amorfa dels complexos de PEG-PMAA. Els complexos mostren una gran capacitat d'emmagatzematge de mòdul, per això quan s'introdueix en el copolímer un PEG de major pes molecular s'observa un increment en el mòdul elàstic, major mòdul en l'estat vitri i major rapidesa de recuperació.
Les seves propietats es poden estudiar amb les tècniques de calorimetria diferencial d'escombratge (DSC), difracció de rajos X d'angle ampli (WAXD) i anàlisi mecànica diferencial (DMA) per determinar el seu arranjament fisicoquímic).

## Resum
- Perquè un polímer presenti l'efecte tèrmic de memòria, ha de tenir punts d'ancoratge per a la forma temporal i permanent. Aquests poden ser físics (embolics de les cadenes, cristalls) o químics (entrecreuament químic, curat, vulcanització).
- Aquest efecte en polímers depèn de forces entròpiques i no de transicions martensítiques com els metalls.
- Les propietats físiques més importants són: mòdul elàstic, rapidesa de recuperació, estabilitat en la forma temporal.
- La temperatura de transició TTrans pot ser Tm o Tg o una mescla d'ambdues.
- Tots els polímers cristal·lins (excepte pel PP) poden presentar efecte tèrmic de memòria
- Els mecanismes inelàstics que rebaixen l'efecte són: degradació per humitat (per als polímers sensibles a la humitat, per exemple els poliuretans), desembrollament de les cadenes, degradació dels enllaços que fixen la forma permanent o temporal.

## Aplicacions
La majoria de les aplicacions dels polímers que presenten aquest efecte són, ara per ara, només experimentals. S'han proposat múltiples possibilitats, tot i això, actualment són poques les utilitzades, sent les més importants els aparells mèdics i elements automotrius, encara que l'èxit més gran el té el polietilè termo-encogible, el qual és a més una excepció en el pas de la programació, ja que es processa de manera diferent.
Aplicacions mèdiques
- Articles per a ortodòncia, com cables i escumes per a intervencions cardiovasculars
- Micro-elements per a sutura intel·ligent
- Agulles intravenoses que s'estoven en el cos i aparells per a laparoscòpia
- Sistemes d'alliberament de drogues
- Implants degradables en el cos per a cirurgies d'invasió mínima
- Soles internes de sabates per a necessitats especials o ortopèdiques i utensilis per a persones amb alguna discapacitat
- Catèters intravenosos.

Aplicacions per a la vida diària
- Segells per a canonades i unions ajustables, canonades encogibles o ajustables
- Taulers reimprimibles per a llenguatge Braille, publicitat reimprimible
- Làmines anticorrosives ajustables
- Cabell per a nines, joguines, articles per estilitzat de cabell
- Articles nous empacats en menor volum i que canvien la seva forma al primer ús.
- Proteccions per a vehicles automotrius, defenses militars.
- Ungles artificials
- Teixits intel·ligents